# Queen L
 (signalé en mai 2025).
Si vous disposez d'ouvrages ou d'articles de référence ou si vous connaissez des sites web de qualité traitant du thème abordé ici, merci de compléter l'article en donnant les références utiles à sa vérifiabilité et en les liant à la section « Notes et références ».
- Archive Wikiwix
- Bing
- Cairn
- DuckDuckGo
- E. Universalis
- Gallica
- Google
- G. Books
- G. News
- G. Scholar
- Persée
- Qwant
- (zh) Baidu
- (ru) Yandex
- (wd) trouver des œuvres sur Wikidata

Queen L est une jument suédoise spécialiste des courses de trot attelé, née le 21 mai 1986 et morte le 5 décembre 2013.

## Carrière de courses

### Palmarès
Suède
- Stochampionatet 1990
- Derby du trot suédois 1990
- Olympiatravet 1993, 1994
- Jubileumspokalen 1993
- Åby Stora Pris 1993

 France
- Prix de Belgique 1993, 1994
- Prix d'Amérique 1993
- Prix de France 1995

 Allemagne
- Preis der Besten 1993